# Thyllis crassa
Thyllis crassa är en tvåvingeart som först beskrevs av Fabricius 1805.  Thyllis crassa ingår i släktet Thyllis och familjen kulflugor. Inga underarter finns listade i Catalogue of Life.